# Ђулио Ната
Ђулио Ната (26. фебруар 1903 — 2. мај 1979) је био италијански инжењер хемије и добитник Нобелове награде за хемију 1963. са Карлом Зиглером за рад на високим полимерима. Добио је и златну медаљу Ломоносова 1969.

## Биографија

### Младост
Ната је рођен у Империји у Италији. Дипломирао је хемијско инжењерство на Универзитету у Милану 1924. године. Ту је 1927. положио испите за звање професора. Од 1929. до 1933. био је задужен и за физичку хемију на Природно-математичком факултету Универзитета у Милану. Године 1933. постао је редовни професор и директор Института опште хемије Универзитета у Павији, где је остао до 1935. године. Током овог времена почео је да користи кристалографију да разјасни структуре широког спектра молекула укључујући фосфин, арсин и друге. Те године именован је за редовног професора физичке хемије на Универзитету у Риму.

### Каријера
Од 1936. до 1938. прелази за редовног професора и директора Института за индустријску хемију на Политехничком институту у Торину. Године 1938. преузео је дужност шефа Катедре за хемијско инжењерство на Универзитету Politecnico di Milano, на помало контроверзан начин, када је његов претходник Марио Ђакомо Леви био приморан да се повуче због расних закона против Јевреја који су уведени у фашистичкој Италији.
Натин рад на Политехничком факултету у Милану довео је до побољшања ранијег рада Карла Зиглера и до развоја Зиглер-Ната катализатора. Добио је Нобелову награду за хемију 1963. са Карлом Зиглером за њихова истраживања високих полимера.

### Лични живот
1935. Ната се оженио за Розитом Беати; она је дипломирала књижевност, сковала је термине „изотактички“, „атактички“ и „синдиотактички“ за полимере које је открио њен муж. Имали су двоје деце, Ђузепеа и Франку. Розита је умрла 1968.
Натта је 1956. године добио дијагнозу Паркинсонове болести. До 1963. године, његово стање је напредовало до те мере да му је била потребна помоћ сина и четворице колега да представи свој говор на Нобеловој церемонији у Стокхолму. Ната је умро у Бергаму у Италији у 76. години 